# 꺼우저이 전투
꺼우저이 전투(프랑스어: Battle of Cầu Giấy, 紙橋戰鬪, 1883년 5월 19일)는 프랑스의 통킹 원정(1883–86) 중인 1883년 5월 19일 흑기군과 벌어진 교전이다. 사령관인 앙리 리비에르 함장의 지휘하에 소규모 프랑스군이 하노이의 서쪽에 꺼우저이 마을 근처 지교(紙橋)에 진을 치고 있는 강력한 흑기군 방어 진지를 공격했다. 초기 성공 후 프랑스군은 결국 양익에 둘러싸이게 되었고, 어렵게 재결집해서 하노이로 퇴각했다. 이 전투로 인해 리비에르와 다른 고위 장교들이 사망했다.

## 배경

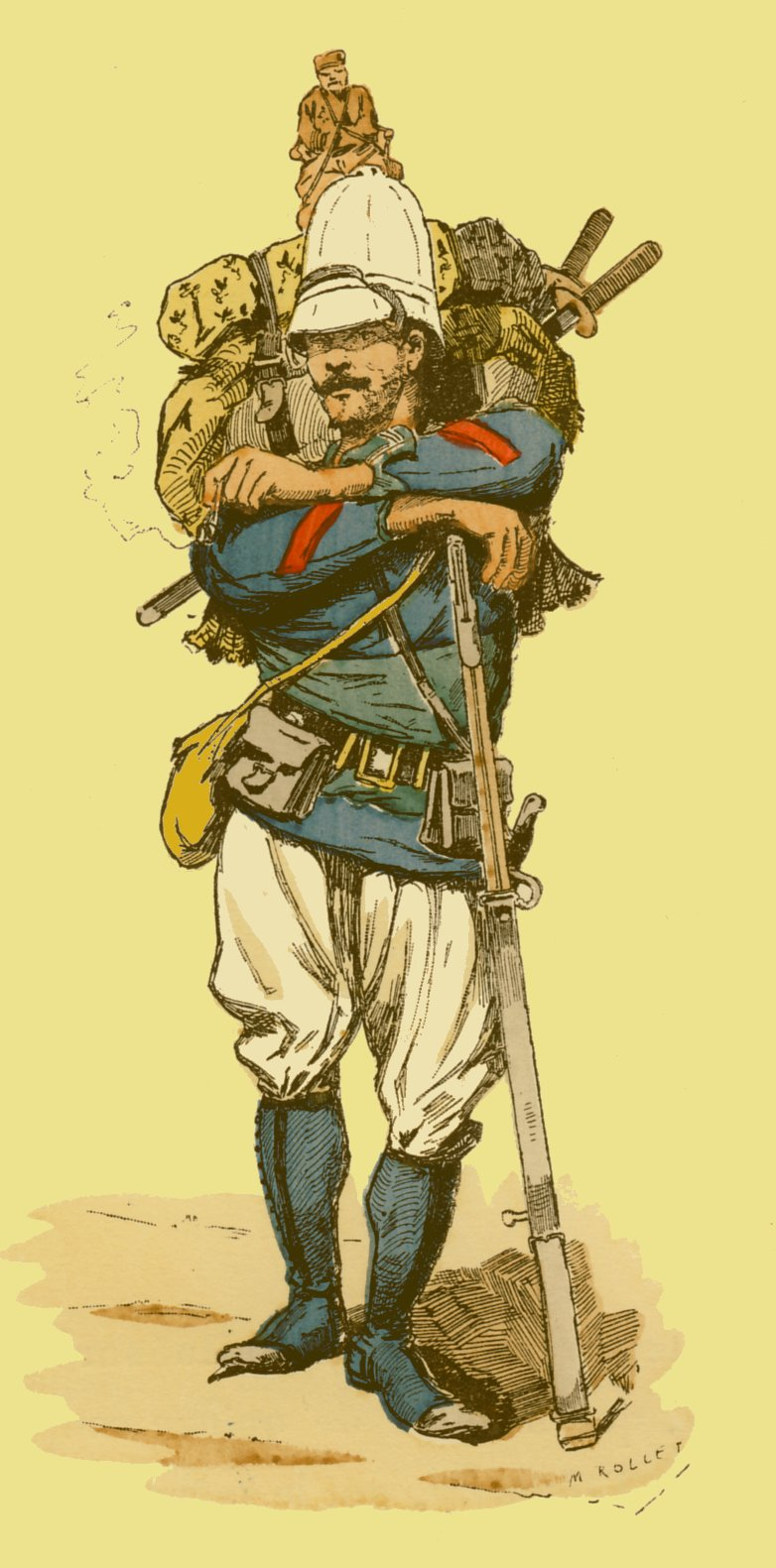
프랑스 해병대 보병, 통킹, 1883

베트남 북부에 대한 프랑스의 관심은 1860년대부터 시작되었다. 그때 프랑스는 베트남 남부의 여러 지방을 코친차이나의 식민지로 병합했으며, 이후 인도차이나 반도에 식민지 제국을 건설할 토대를 구축하고자 하였다. 프랑스 탐험가들은 베트남 북부를 거쳐 운남의 발원지까지 홍강을 거슬러 올라 갔다. 중국 연안 지방의 조약 항들을 우회할 수 있는, 그리고 이익을 낼 수 있는 육상 교역로를 중국과 구축할 수 있을 것이라는 희망을 가지고 있었던 것이다. 이 꿈을 실현시키는데 가장 장애물이 된 것은 강력한 지도자 유영복이 이끄는 잘 조직된 산적 무리인 흑기군이었다. 그들은 선떠이와 윈난 국경의 라오까이 마을 사이의 홍강 무역에 터무니없이 많은 비용을 부과하고 있었다.
베트남 북부에서의 프랑스 개입은 1881년 말 소규모 부대와 함께 하노이에 파견된 앙리 리비에르 사령관에 의해 촉발되었다. 그는 프랑스 상인의 활동에 대한 베트남의 불만을 조사하기 위해 소규모 병력의 부하들과 파견되었다. 1882년 4월 25일, 리비에르는 상부의 지침을 어기고 하노이 성채를 습격했다. 리비에르는 이후 성채를 베트남에 반환했지만, 베트남과 청나라 모두 그의 무력 의지에 경악했다.
베트남 조정은 쓰러지기 일보직전의 군대로 리비에르와 맞설 수는 없었다. 그래서 그들은 잘 훈련되고, 노련한 흑기군을 이끄는 유영복의 도움을 받았다. 흑기군은 이미 1873년 프란시스 가르니에 중위가 지휘했던 프랑스군에게 굴욕적인 패배를 안겨준 적이 있었다. 1882년 가르니에는 리비에르와 마찬가지로 월권을 해서 베트남 북부에서 군사적 개입을 시도했다. 베트남 조정의 부름을 받은 유영복은 하노이 성벽 아래에서 가르니에의 소규모 프랑스 병력을 물리치면서, 베트남을 상대로 일련의 놀라운 승리를 거둔 프랑스 승리에 종지부를 찍었다. 이 전투에서 가르니에가 죽었고, 프랑스 정부는 나중에 원정을 거부했다.
베트남도 또한 청나라에 도움을 요청했다. 베트남은 오랫동안 중국의 속국이었으며, 청나라는 토벌의 대상이던 흑기군을 무장시키고, 지원하며 통킹의 프랑스 작전을 은밀히 방해하기로 합의했다. 청나라 조정 또한 통킹이 프랑스의 통제를 받지 못하게 할 것이라는 강력한 신호를 프랑스에 보냈다. 1882년 여름, 청나라의 운남군과 광서군은 통킹으로 국경을 넘어 랑선, 박닌, 흥호아 및 다른 도시를 점령했다. 프랑스의 프레데릭 부레 재청 프랑스 대사는 1882년 11월과 12월에 중국의 이홍장과의 협상을 통해 통킹을 프랑스와 중국의 영향력을 가진 영역으로 나누자고 협상했다. 베트남은 이 협상에서 어느 쪽과도 협의에 끼지 못했다.

## 남딘과 자꾸엇

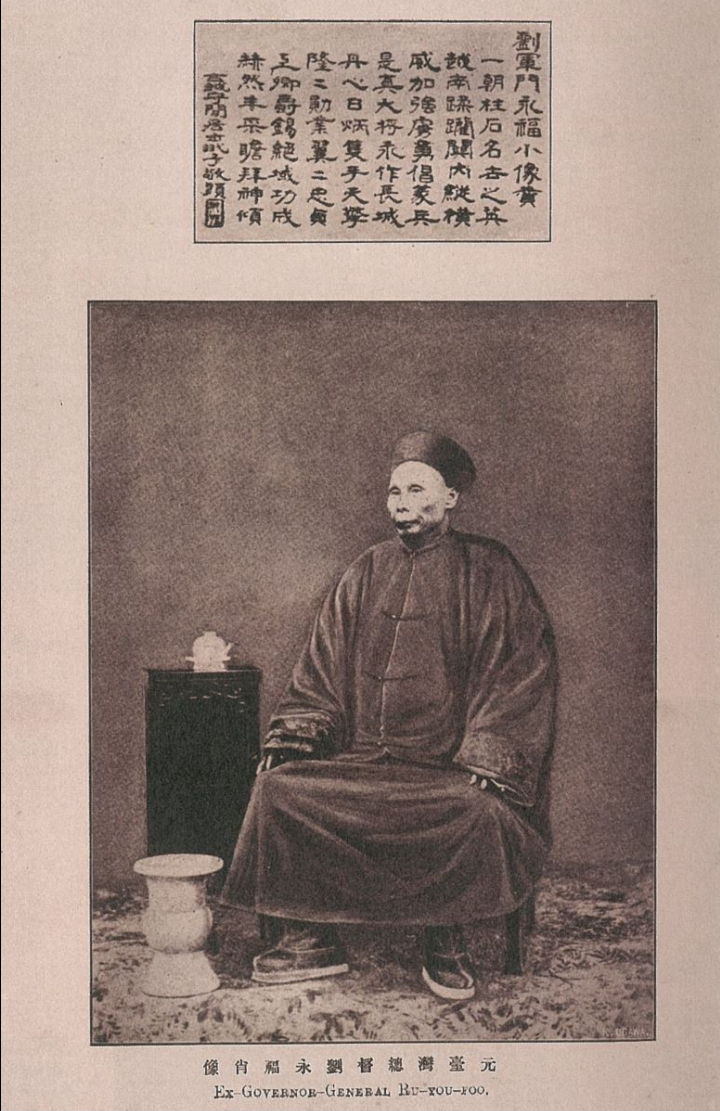
류융푸 (1837–1917)

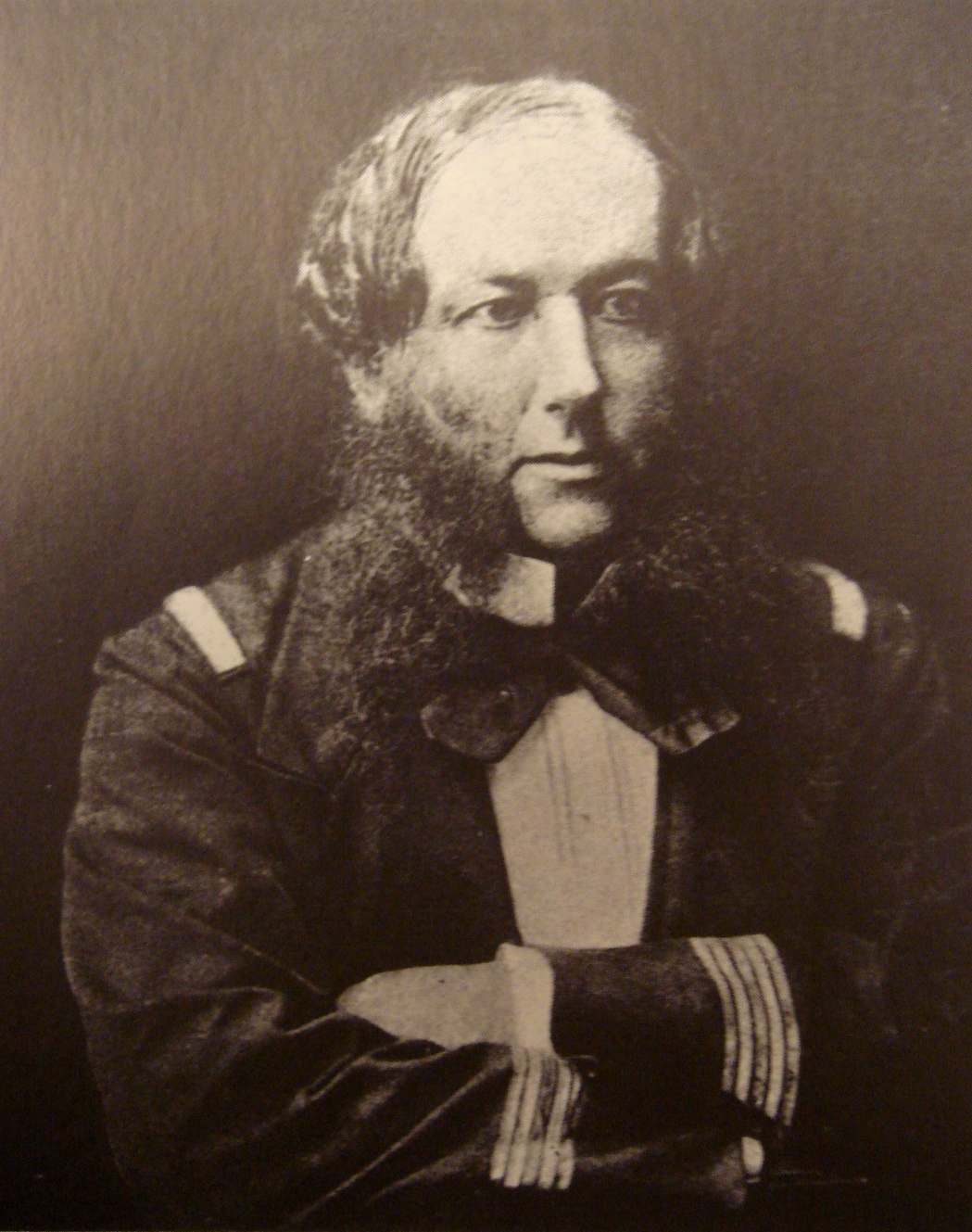
앙리 리비에르 (1827–83)

리비에르는 부레의 협약에 심한 거부감을 느겼고, 1883년 초 이 문제를 강제하기로 결심했다. 그는 최근 프랑스에서 해병대를 파견했기 때문에, 하노이 너머로 탐사를 할 수 있는 충분한 인원을 확보했다. 1883년 3월 27일, 리비에르는 하노이에서 해안까지의 교통로를 확보하기 위해 월권을 하며, 520명의 프랑스군으로 남딘의 성채를 점령했다.(남딘 점령) 남딘에 와 있는 동안 흑기군과 베트남군이 하노이를 공격했지만, 3월 28일 자꾸엇 전투에서 대대장 베르테 드 발라르에 의해 격퇴당했다. 리비에르는 “이러면 그들도 통킹 문제를 밀어붙이겠지!”라며 기뻐했다.
당경숭은 1882년 프랑스의 통킹 침략에 항거하는 베트남 조정의 능력을 평가하기 위해 베트남에 파견되었다. 1883년 4월, 당경숭은 유영복과 호앙 왕자 사이의 싸움을 화해시키고, 유영복이 흑기군을 이끌고 본격적으로 나서도록 설득했다. 흑기군으로 프랑스군을 공략하겠다는 유영복의 결정은 지대한 결과를 가져 왔다. 결국, 청불 전쟁(1884년 8월 – 1885년 4월)으로 이어질 절정을 이룬 일련의 사건들을 촉발했다.
자꾸엇에서 벌어진 전투는 유영복의 도발로 이뤄졌다. 1883년 5월 10일, 그는 하노이 곳곳에 방을 붙여 “들판으로 나와서 흑기군과 한판 붙자!”는 내용으로 리비에르를 도발한다. 리비에르는 프랑스의 체면상, 이 도전에 응해야 한다고 믿었다. 결국, 5월 19일 새벽 약 450명의 프랑스군과 선원들이 하노이에서 서쪽으로 몇 마일 떨어진 푸호아이(Phu Hoai)에 진을 치고 있는 흑기군을 공격했다. 분대는 해병대 보병 2개 중대와 전함 빅토리우스(Victorieuse)와 빌라르(Villars)에서 상륙한 중대들, 그리고 3문의 포를 끌고 온 포병대들로 구성되었다.
프랑스 계획은 유영복의 정탐꾼들에 의해 발각되었으며, 흑기군은 인근 제지 공장에서 이름을 딴 작은 강에 걸친 다리인 꺼우저이(紙橋)의 마을 근처에서 프랑스 분견대를 습격했다. 흑기군은 꺼우저이의 서쪽, 쭝통, 하옌케 및 티엔통 마을에 배치되었다. 세 마을은 모두 두꺼운 대나무숲과 통나무로 둘러싸여 있어 흑기군을 잘 방어해주고 있었다. 따라서, 유영복은 프랑스군에게 들키지 않고 병력을 배치할 수 있었다.

## 꺼우저이 전투

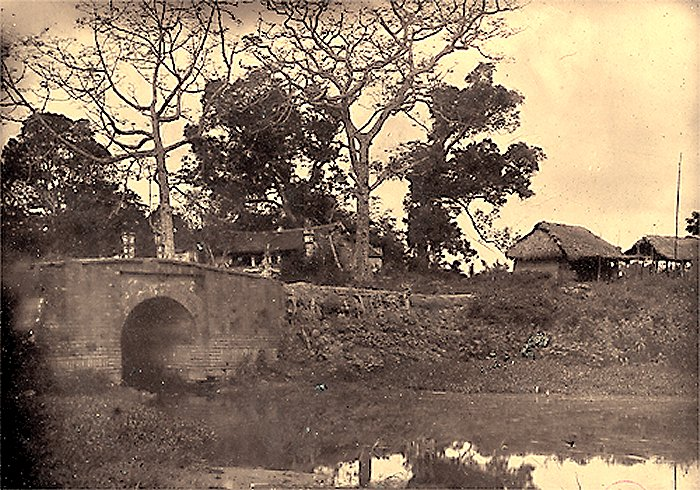
지교(橋紙), 베트남어로 꺼우저이라고 읽는다.

새벽 7시 30분경에 하노이에서 출발한 프랑스 분견대는 리비에르가 몸이 불편한 상태에서 꺼우저이(紙橋)에 도착했다. 이 분견대는 불과 7주 전 베트남군으로부터 자꾸엇 전투에서 대승을 거둔 노련한 대대장 베르테 드 빌레르가 지휘하고 있었다. 다리를 건너던 프랑스 선봉대는 흑기군 척후병들에게 총격을 받았다. 베르테 드 빌레르는 즉시 병사들을 배치하고 흑기군에 대항하여 밀고 들어가 하옌케와 티엔통 마을에서 흑기군을 제거했다. 유영복은 예비대를 부르고, 적의 전열이 완전히 완성될 때까지 기다렸다가 프랑스의 우익에 역공을 가하기 시작했다. 흑기군 연대는 경사면에서 소총을 들고 가뿐하게 말을 달릴 수 있었고, 전열을 배치하여 무릎을 꿇고 근거리에서 정확한 일제 사격을 퍼부었다. 이 교전에서 베르테 드 빌레르는 치명상을 입었고, 리비에르는 프랑스 분견대의 지휘를 직접 맡았다.
포위를 피하기 위해 리비에르는 부하들에게 후퇴를 명령했고, 지교의 먼쪽으로 후퇴해 정렬하라고 명령했다. 프랑스군의 후퇴는 처음에는 질서 정연하게 수행되었으며, 3문의 대포로 엄호를 했다. 그러나 대포 중 하나가 반동으로 전복되면서 재난이 발생했다. 리비에르와 장교들은 포병들을 도와주려고 달려갔으며, 흑기군은 이 고군분투하는 병사들에게 일제 사격을 퍼부었다. 이 사격으로 프랑스 장교 한 명을 죽었고, 리비에르와 보좌관 몇 명도 부상당했다. 혼란에 빠진 프랑스군의 전열을 보자, 흑기군은 쇄도하여 프랑스의 후위를 몰아냈다. 그렇게 싸우는 동안 리비에르가 전사했다. 피세르 중위는 냉정을 되찾고 무너진 프랑스 분견대의 지휘를 맡았다. 완전한 재앙을 회피했다. 그는 지교 동쪽에 있는 제방 뒤로 프랑스 보병대를 배치했다. 그는 다리를 건너 승리를 얻으려는 흑기군의 쇄도를 수차례 물리치면서 대재앙을 면할 수 있었다. 그 전투는 결국 그렇게 끝났고, 피세르는 패배한 프랑스 분견대를 이끌고 하노이로 돌아갔다.

## 결과와 영향

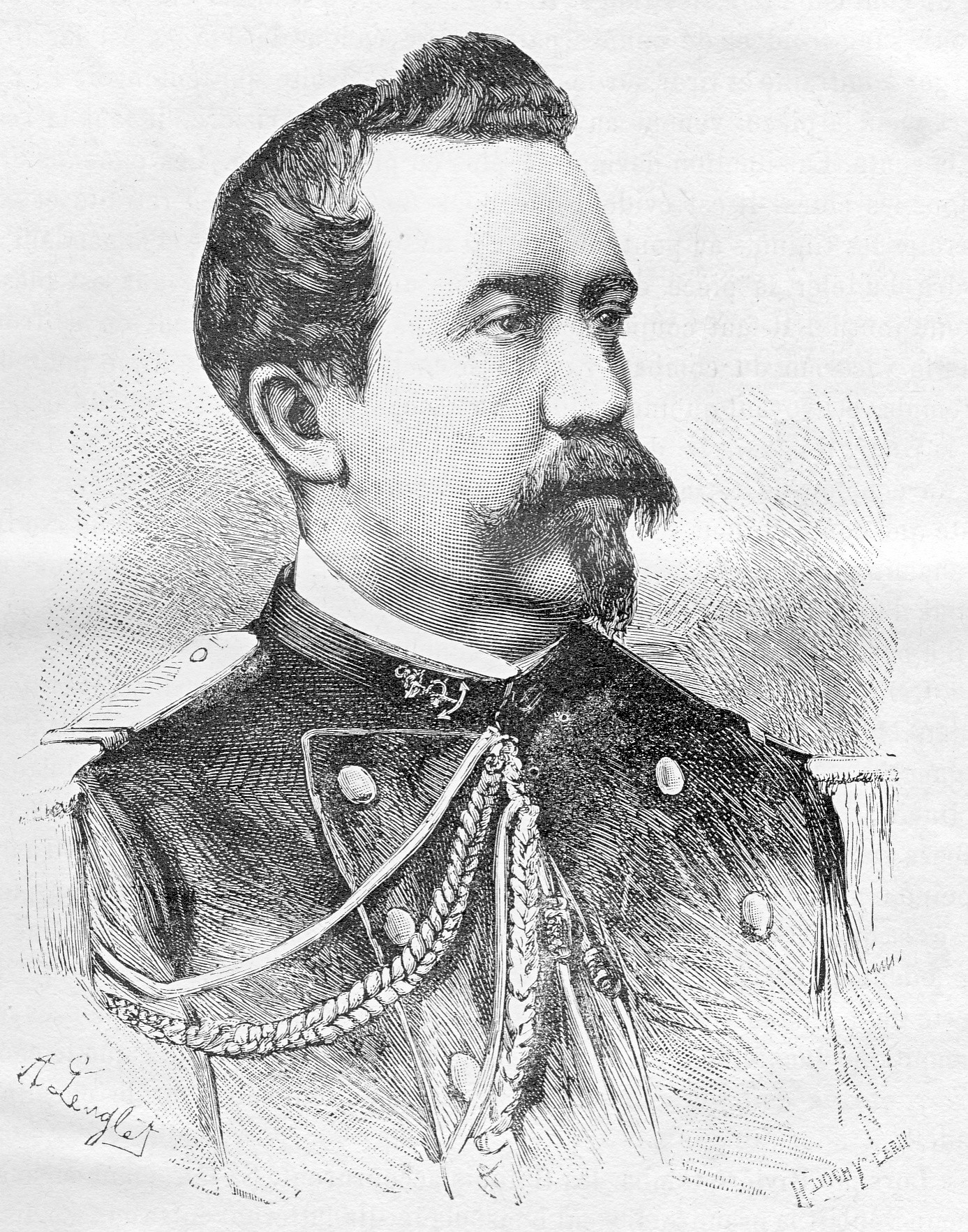
대대장 베르테 드 빌레르

### 사상자
꺼우저이 전투에서 프랑스군 사상자는 장교 5명과 병사 30명이 사망하고, 장교 6명과 병사 46명이 부상을 입었다. 리비에르 자신 이외에도 사망자에는 대대장 베르테 드 빌레르, 자퀸 대위, 베스 중위, 헤랄 드 브리시스 중위, 해군 소위 후보생 물룬이 포함되었다. 흑기군 육군의 사상자는 교전을 벌였던 약 1,500명 중 대대 지휘관인 양저은(楊著恩)과 오봉전(吳鳳典)을 포함하여 약 50명이 사망하고, 56명이 부상을 당했다.
이 전투는 프랑스군에게 심각한 패배를 안겼지만, 궁극적인 결과는 쥘 페리 행정부가 통킹에 프랑스 보호령을 세울 의지를 강화시켰다. 리비에르의 패배와 사망 소식은 5월 26일 파리에 도착했으며, 프랑스 해군 장관 파이론은 “프랑스는 영광스러운 아들들에게 복수할 것이다!”라고 선언했다. 의회에서는 즉시 표결이 이루어졌고, 통킹에 강력한 원정 군단을 파병하는데 필요한 350만 프랑의 채권 발행을 승인했다.
몇 년 후 반발이 일어났다. 일부 비평가들은 꺼우저이에서 리비에르의 전술에 의문을 제기했다. 특히, 그는 전투를 너무 쉽게 수용했고, 포를 너무 멀리 전방 배치하여 노출시킴으로써 공략할 기회를 주었다고 주장했다. 1930년대 프랑스령 인도차이나 정복을 연구했던 사학자 알프레드 토마지 대령은 비평가들의 비판을 반박하기 위해 다음과 같이 말했다.
| “ | 리비에르가 더 신중했고, 베르테 드 빌레르가 부상당했을 때 분견대를 후퇴시켰다면, 우리의 손실은 줄어들었을 것이고, 교전으로 결정적인 타격을 받지는 않았을 것이다. 그러나 그는 하노이에서 벗어나 포위한 적들에게 무거운 일격을 당했다. 첫 조우에서 물러나는 것은 체면을 구기고, 흑기군의 사기만 올려주며, 감당할 수 있는 공격으로부터 마을을 노출시키는 것이었다. 앞선 교전 결과를 감안할 때, 그러한 성공은 확실해 보였다. 그리고 지금까지 우리는 기적에 익숙해지지 않았는가? 통킹에서, 이전에 코친차이나에서와 마찬가지로 용감함에 대한 댓가로 변함없는 보상으로 보였다. 파리지엥 앙리 리비에르는 자신을 로맨틱한 사람으로 생각했으며, 프란시스 가르니에와 마찬가지로 불가능한 것은 없다고 믿는 행동으로 옮긴 한 영웅으로 사망했다. | ” |

## 참고 자료
- Bastard, G., Défense de Bazeilles, suivi de dix ans après au Tonkin (Paris, 1884)
- Baude de Maurceley, C., Le commandant Rivière et l’expédition du Tonkin (Paris, 1884)
- Duboc, E., Trente cinq mois de campagne en Chine, au Tonkin (Paris, 1899)
- Eastman, L., Throne and Mandarins: China's Search for a Policy during the Sino-French Controversy (Stanford, 1984)
- Huard, L., La guerre du Tonkin (Paris, 1887)
- Lung Chang [龍章], Yueh-nan yu Chung-fa chan-cheng [越南與中法戰爭, Vietnam and the Sino-French War] (Taipei, 1993)
- Marolles, Vice-amiral de, La dernière campagne du Commandant Henri Rivière (Paris, 1932)
- Nicolas, V., Livre d'or de l'infanterie de la marine (Paris, 1891)
- Thomazi, A., Histoire militaire de l'Indochine française (Hanoi, 1931)
- Thomazi, A., La conquête de l'Indochine (Paris, 1934)